# Nemertellin

A nemertellin az Amphiporus angulatus nevű tengeri féreg által termelt méreg. Ezek a férgek többféle mérget állítanak elő, részben a ragadozók elleni védekezésként, részben az áldozataik elejtésére.
A nemertellint az utóbbi időben szintetikusan is előállítják, mert a hajók fenekén megakadályozza az algák és más tengeri élőlények lerakódását, amivel üzemanyag takarítható meg.

## Fordítás
Ez a szócikk részben vagy egészben  a   Nemertelline című angol Wikipédia-szócikk fordításán alapul.  Az eredeti cikk szerkesztőit annak laptörténete sorolja fel. Ez a jelzés csupán a megfogalmazás eredetét és a szerzői jogokat jelzi, nem szolgál a cikkben szereplő információk forrásmegjelöléseként.